# Colțu, Argeș
Colțu este un sat în comuna Ungheni din județul Argeș, Muntenia, România.